# Henry Armetta
Henry Armetta właś. Enrico Armetta (ur. 4 lipca 1888 w Palermo, zm. 21 października 1945 w San Diego) – amerykański aktor, którego kariera zaczęła się w czasach kina niemego.

## Filmografia
- 1927: Siódme niebo (niewymieniony w czołówce)
- 1928: Anioł ulicy jako Mascetto
- 1928: W starej Arizonie jako golibroda (niewymieniony w czołówce)
- 1929: Madame X jako właściciel hotelu (niewymieniony w czołówce)
- 1930: Romans jako Beppo
- 1932: Człowiek z blizną jako Pietro (niewymieniony w czołówce)
- 1932: Mów prościej jako Tony
- 1932: Pożegnanie z bronią jako Bonello (niewymieniony w czołówce)
- 1932: Ostatnia cesarzowa jako fotograf (niewymieniony w czołówce)
- 1933: Flip i Flap: Brat diabła jako Matteo
- 1933: Too Much Harmony jako pan Gallotti
- 1934: Kot i skrzypce jako taksówkarz
- 1934: Czarny kot jako sierżant policji
- 1934: Noc miłości jako właściciel kawiarni (niewymieniony w czołówce)
- 1934: Imitacja życia jako malarz
- 1937: Zdobywca serc jako Moreta
- 1937: Everybody Sing jako signor Giovanni Vittorino
- 1943: Stage Door Canteen jako on sam
- 1945: Podnieść kotwicę jako sprzedawca hamburgerów